# Życzliwość
Życzliwość – przyjazne usposobienie. Cecha kogoś, kto lubi innych ludzi, chce ich dobra i gotów jest działać w tym celu, aby działo im się dobrze. Jedna z cnót moralnych, która wyraża się w postawie, czynach i słowach, wobec drugiego człowieka lub ludzkiej wspólnoty. Człowiek życzliwy łagodzi cierpienia i przyczynia się do szczęścia innych. Budzi podziw nie tyle ze względu na czyn, ile na jego przyjazną postawę. Potrafi się on cieszyć z cudzego szczęścia, obca natomiast jest mu satysfakcja z czyjegoś niepowodzenia.
Prof. Tadeusz Gadacz w swej książce „Uniwersalne prawdy i prawa życia”  przytacza definicje życzliwości z „Etyki eudemejskiej” Arystotelesa, gdzie ten ostatni używa w oryginale słowa eunoia, (starogrecki: εὔνοια).  Odpowiednikiem tego słowa w języku angielskim jest „goodwill”, różniące się od jego synonimu „kindness”, któremu jednak bliżej do uprzejmości.

O ile uprzejmość może być aktem bez życzliwości, o tyle życzliwość zawiera w sobie uprzejmość. „Być uprzejmym” można być tylko w stosunku do drugiego człowieka, podczas gdy „życzliwość” to raczej postawa życia, która może (ale nie musi) wyrażać się w uprzejmości:
„Niejeden sprzyja ludziom, których nigdy nie widział, lecz przypuszcza, że są prawi lub pożyteczni; i może się zdarzyć, że ktoś z nich odwzajemnia to uczucie. Tacy ludzie są tedy – jak się zdaje – wzajemnie sobie życzliwi” 
Arystoteles uważa też, że „życzliwość jest właściwością charakteru i odnosi się do charakteru”  jak również:
„Życzliwość jest umiarem pomiędzy pochlebstwem i nienawiścią, a dotyczy czynów i słów. Bo pochlebcą jest ten, kto przypisuje komuś wiele zalet, niż się godzi i niż jest w rzeczywistości. A nienawistny jest wrogo usposobiony do bliźniego i ujmuje mu zalet.”
Cyceron tłumaczy słowo εὔνοια na łacińskie benevolentia  – dobra wola, czy właśnie życzliwość i w "Katonie Starszym o starości" napisał: 
„Jeżelibyś więc usunął z tego świata więź życzliwości, to nie ostoi się ni dom żaden ni miasto, i nie utrzyma się nawet uprawa roli” 
Immanuel Kant mówi o życzliwości w „Metafizyce moralności”, że „jest radością, jaką czerpie się ze szczęścia (albo tez pomyślności) innych”
Fryderyk Nietzsche wymienia objawy życzliwości: „przyjaznego usposobienia w obcowaniu, ów uśmiech w oku, owe uściski dłoni, ową pogodę, którą zazwyczaj bywają przepojone wszystkie sprawy ludzkie”.  Wskazuje też, że  
„Między drobnymi ale niezmiernie częstymi i dlatego bardzo skutecznymi rzeczami, na które nauka powinna więcej zwracać uwagi niż na rzeczy wielkie i rzadkie, należy także policzyć życzliwość” 
Współcześnie żyjący profesor psychologii Shalom H. Schwartz zaliczył życzliwość (ang. benevolence) do podstawowych ludzkich wartości, kategoryzując ją w grupie: self – transcendence („przekraczanie ja”) i definiuje jako: troska o dobro najbliższych, rodziny, przyjaciół, znajomych, przyjaźń, miłość.
W religii chrześcijańskiej św. Tomasz z Akwinu podejmując problematykę „cnót społecznych” ujął życzliwość jako wyrażenie uprzejmości (uprzejmość – jako życzliwość okazywana innym ludziom w czynach i słowach). Papież Franciszek określa ją jako postawę pragnienia dobra dla drugiej osoby. (..) Jako silne pragnienie dobra i skłonność do tego wszystkiego, co dobre i doskonałe, co pobudza do napełniania życia innych rzeczami pięknymi, wzniosłymi i budującymi.